# BMW E87
Die erste Generation der 1er-Reihe (intern E81 Dreitürer, E82 Coupé, E87 Fünftürer, E88 Cabrio) des Automobilherstellers BMW wurde als Fünftürer im März 2004 vorgestellt, im September 2004 eingeführt und gehört zur Kompaktklasse. Der Wagen mit Hinterradantrieb war das Einstiegsmodell des Herstellers.
Ende Mai 2007 kam die dreitürige Variante in den Handel. Ende November 2007 folgte das Coupé und im April 2008 kam das Cabrio als letztes Modell der Reihe auf den Markt.
Der Fünftürer wurde im Werk Regensburg, die restlichen Varianten im Werk Leipzig gefertigt. Im April 2010 wurde das insgesamt 1.000.000. Modell, ein dreitüriger 118d, im Werk Leipzig produziert.
Im Juni 2011 wurde zuerst der Fünftürer von seinem Nachfolger F20 abgelöst. Am 22. September 2012 folgte die dreitürige Variante F21.
Im Oktober 2013 endete die Produktion von Coupé und Cabrio. Beide wurden von der 2er-Reihe ersetzt, die zunächst als Coupé im März 2014 erschien.

## Modellgeschichte

### Allgemeines

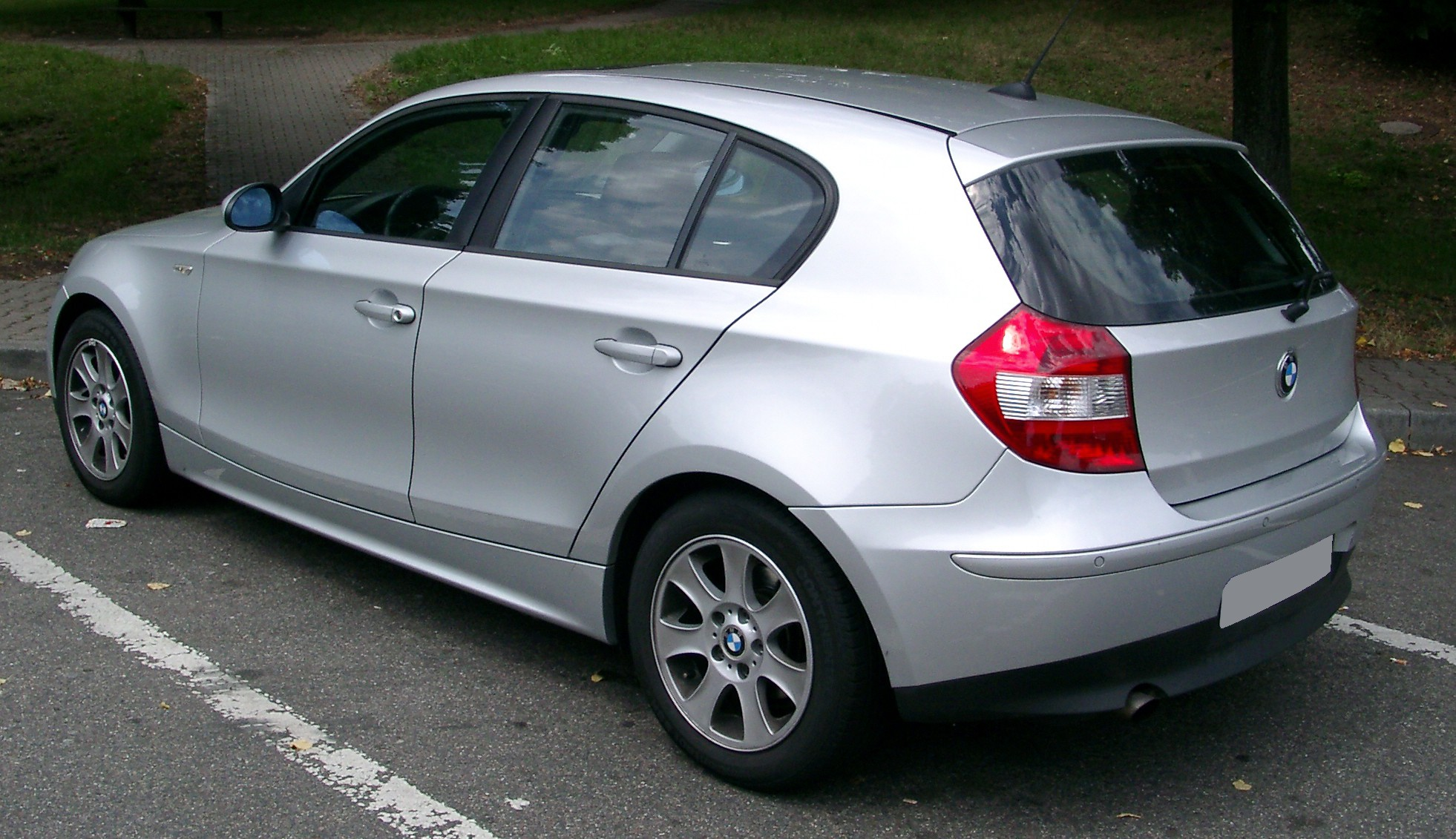
Heckansicht

In der Tradition des Herstellers, jedoch untypisch für die Kompaktklasse, ist der Motor vorne längs hinter der Vorderachse eingebaut und treibt die Hinterräder an. Das erhöhte einerseits die Produktionskosten, half andererseits, sich von Wettbewerbsprodukten abzugrenzen, indem es die wesentlichen konstruktiven Alleinstellungsmerkmale von BMW in die Kompaktklasse trug.
Der 1er war das einzige Fahrzeug der Kompaktklasse, das wegen des Hinterradantriebs auch mit einem Reihensechszylindermotor ausgestattet werden konnte.
Das Design lehnt sich an das größere 3er-Modell an. BMW-typisch hat die Front die prägnante BMW-Niere und die C-Säule den Hofmeister-Knick. Eine gestreckte Motorhaube, ein langer Radstand und kurze Überhänge verdeutlichen den sportlichen Anspruch des Herstellers.

### Produktionszeiträume
- Fünftürer (E87): September 2004 bis März 2007
- Fünftürer (E87 LCI): März 2007 bis Juni 2011
- Dreitürer (E81): Mai 2007 bis Juli 2012
- Coupé (E82): Oktober 2007 bis März 2011
- Coupé (E82 LCI): März 2011 bis Oktober 2013
- Cabrio (E88): März 2008 bis März 2011
- Cabrio (E88 LCI): März 2011 bis Oktober 2013

### Modellpflege
Im März 2007 wurde der 1er im Zuge eines Facelifts überarbeitet: Die Frontansicht unterscheidet sich hauptsächlich durch einen breiteren Lufteinlass mit horizontaler Zierleiste und integrierte rechteckige Nebelscheinwerfer. Die Bi-Xenon-Variante der Scheinwerfer erhielt Leuchtringe mit Tagfahrlichtfunktion. Die Heckansicht ist gekennzeichnet durch eine neue Grafik der Heckleuchten mit LED-Technik und eine breiter wirkende Heckschürze. Im Innenraum wurde unter anderem die Mittelkonsole neu gestaltet. Türspiegel, integrierte Türtaschen und Chrom-Applikationen kamen hinzu, Qualitäten und Ausstattungen aus den höheren Baureihen hielten Einzug.
Mit dem Facelift wurden eine Reihe von Effizienzmaßnahmen im Zuge der EfficientDynamics-Pakete eingeführt – so beispielsweise neue Ottomotoren mit Direkteinspritzung und Schichtladung oder eine Start-Stopp-Automatik.
Zu Beginn des Modelljahres 2009 wurden folgende Änderungen vorgenommen: Technische Anpassungen gab es beim optionalen Navigationssystem Professional, das mit einer internen Festplatte und Schnelltasten versehen wurde und nun von Harman-Becker (vorher Siemens-VDO) geliefert wurde. Außerdem hielt auch die neue Generation des BMW iDrive samt Internetzugang (Sonderausstattung) Einzug in den 1er. Des Weiteren waren nun Lenkradheizung und Fernlichtassistent als Sonderausstattungen erhältlich. Die vorher serienmäßige geschwindigkeitsabhängige Servolenkung Servotronic und Reifen mit Notlaufeigenschaften (RFT) waren nun optional.

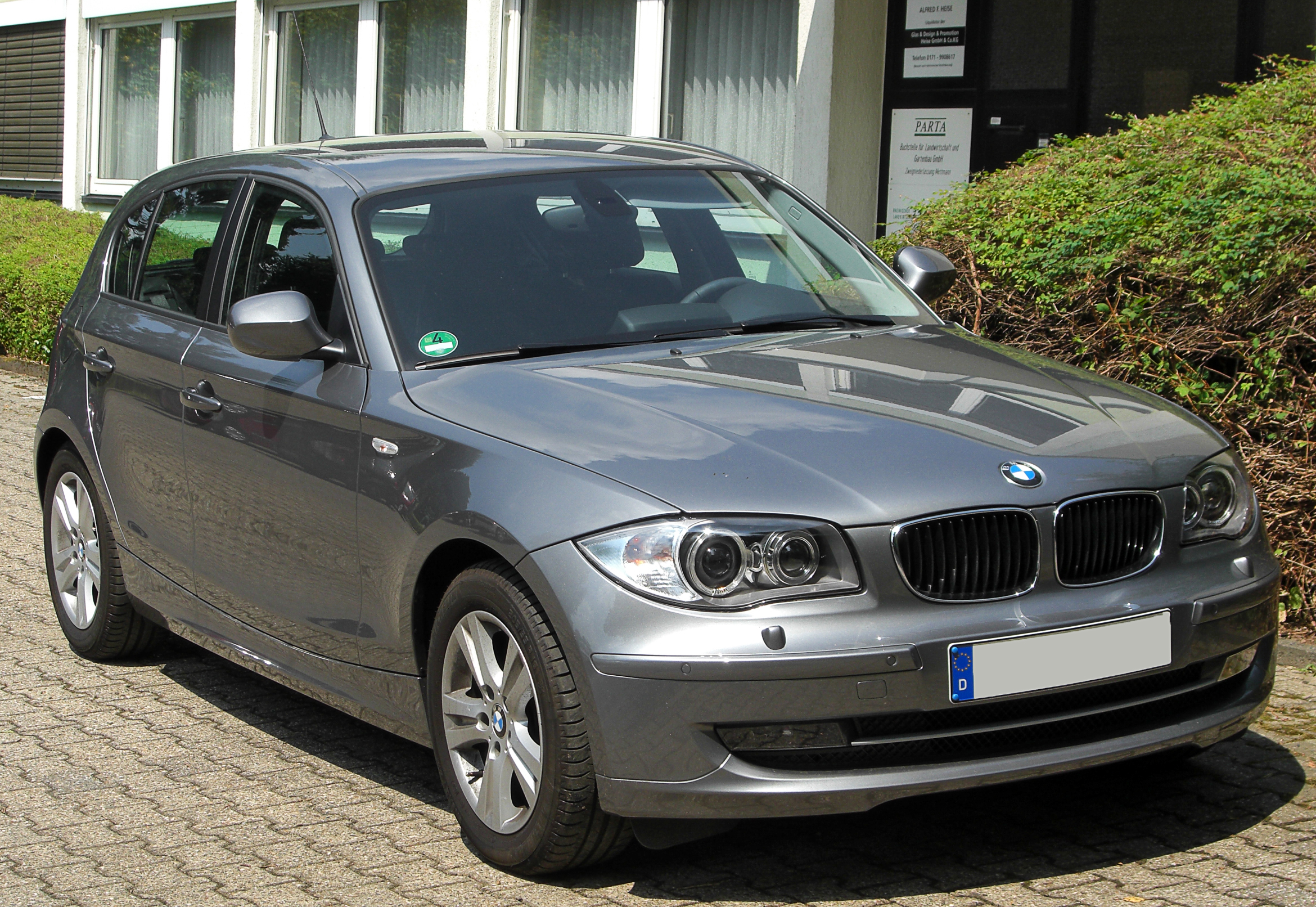
BMW 118d Fünftürer (2007–2011)
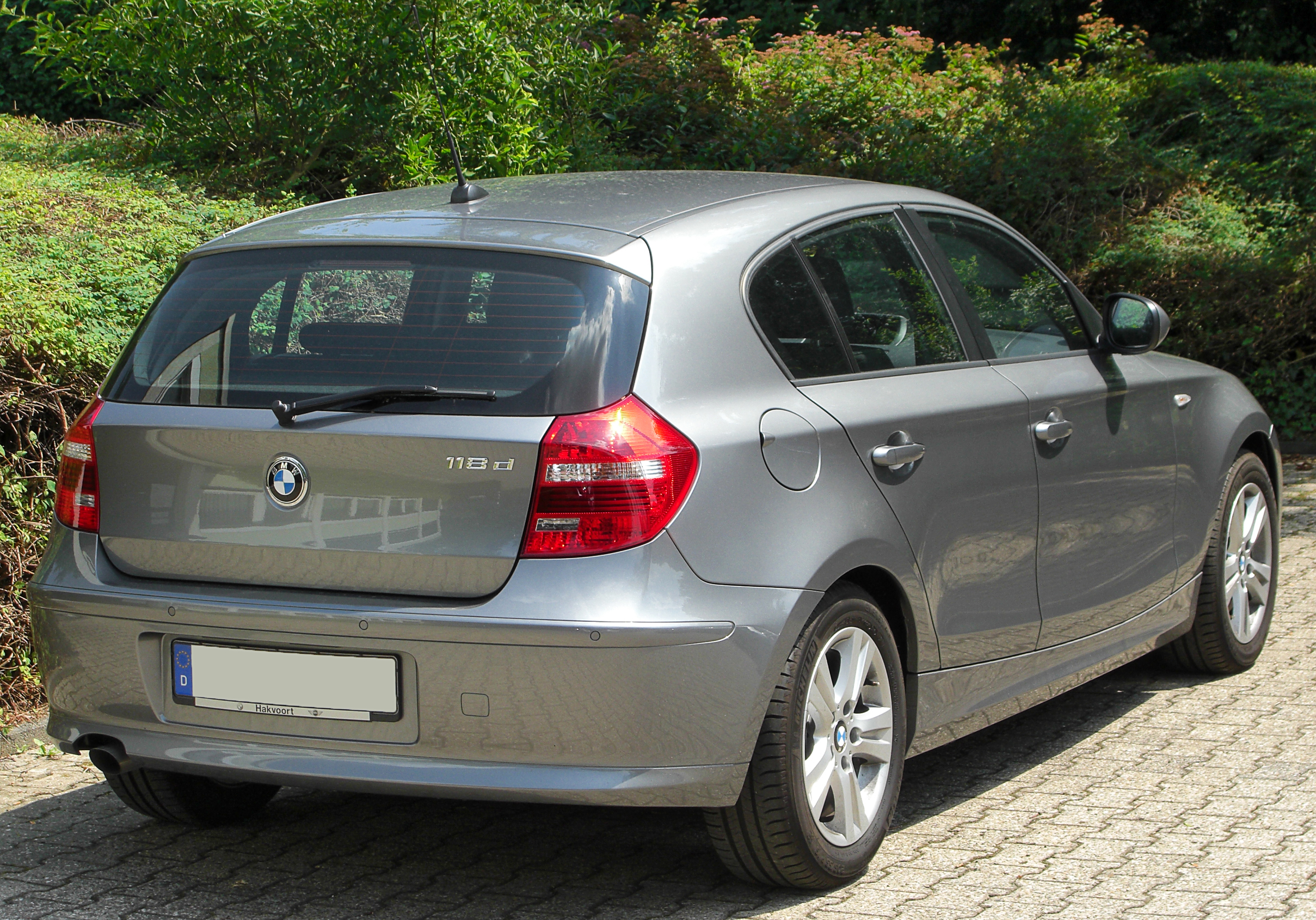
Heckansicht

## Sicherheit
| Sterne im Euro-NCAP-Crashtest (2004) | Fünf Sterne im Euro-NCAP-Crashtest |

Alle 1er-BMW hatten serienmäßig neben einem Antiblockiersystem mit Bremsassistent und Cornering Brake Control (erhöht die Fahrstabilität bei leichtem Bremsen in schnell gefahrenen Kurven), Gurtstraffer, ein elektronisches Stabilitätsprogramm mit Antriebsschlupfregelung (bei BMW Dynamische Stabilitäts-Control, DSC bzw. Dynamische Traktions-Control, DTC, genannt), ferner zusammen sechs Airbags (Fahrer/Beifahrer, zwei Seitenairbags und Kopfairbag vorn und hinten). Beim Euro-NCAP-Crashtest im Jahr 2004 erhielt er bei der Beurteilung der Insassensicherheit das Maximum von fünf Sternen (33 Punkte) und bei der Kindersicherheit drei Sterne von fünf möglichen (35 Punkte). Die Fußgängersicherheit wurde mit zwei Punkten und einem von vier möglichen Sternen eingestuft.
Kindersitze lassen sich an der Rückbank nur auf den Außensitzen sicher befestigen. Dort sind auch Isofix-Halterungen vorhanden. Für den Beifahrersitz waren Isofix-Halterung und abschaltbarer Airbag aufpreispflichtig.

## Abmessungen
Mit einer anfänglichen Länge von 4227 mm und Breite von 1751 mm startete der Fünftürer in die Kompaktklasse. Der Radstand von 2660 mm ist bei allen Varianten gleich. Die Abmessungen des Fünftürers entsprachen mit der Modellpflege im Frühjahr 2007 deren des Dreitürers.
| Abmessungen       | Abmessungen     | Abmessungen         | Abmessungen     | Abmessungen | Abmessungen  | Abmessungen   |
|                   | Fünftürer (E87) | Fünftürer (E87) LCI | Dreitürer (E81) | Coupé (E82) | Cabrio (E88) | M Coupé (E82) |
| ----------------- | --------------- | ------------------- | --------------- | ----------- | ------------ | ------------- |
| Radstand          | 2660 mm         | 2660 mm             | 2660 mm         | 2660 mm     | 2660 mm      | 2660 mm       |
| Länge             | 4227 mm         | 4239 mm             | 4239 mm         | 4360 mm     | 4360 mm      | 4380 mm       |
| Breite            | 1751 mm         | 1748 mm             | 1748 mm         | 1748 mm     | 1748 mm      | 1803 mm       |
| Höhe              | 1430 mm         | 1421 mm             | 1421 mm         | 1423 mm     | 1411 mm      | 1420 mm       |
| Kofferraumvolumen | 330–1150 l      | 330–1150 l          | 330–1150 l      | 325–650 l   | 265 l        | 325–650 l     |

## Karosserievarianten

### Drei- und Fünftürer (E81 und E87)
Optisch fällt die Fensterlinie beim Dreitürer nach hinten noch flacher ab als beim Fünftürer, die beiden Türen haben rahmenlose Fensterscheiben. Der variable Gepäckraum hat eine Größe von 330 bis 1150 Litern und die 60 : 40 geteilt klappbare Rücksitzlehne ist serienmäßig. Der Dreitürer war ab Werk als Viersitzer konzipiert, konnte aber ohne Aufpreis auch als Fünfsitzer bestellt werden.
Im Mai 2007 gab es zur Einführung des Dreitürers eine auf 2000 Exemplare begrenzte „Limited Sport Edition“. Diese zeichnete sich durch den Individuallack „Carbonschwarz-metallic“, M-Paket mit 18-Zoll-Rädern „Radialspeiche 216“ im WTCC-Design und einen Startknopf mit Limited-Edition-Umrahmung aus.

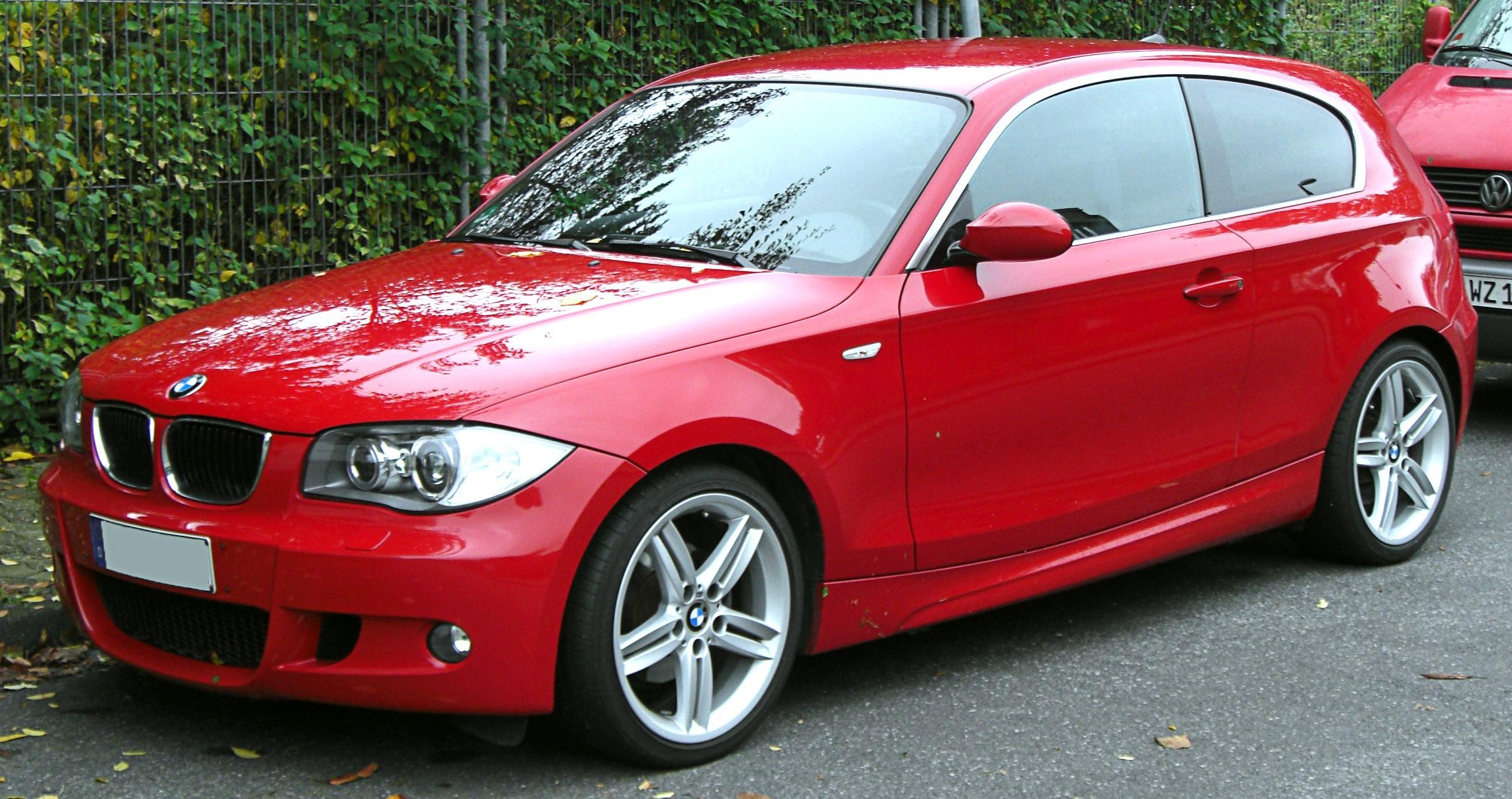
BMW 1er Dreitürer (2007–2012; mit M-Paket)
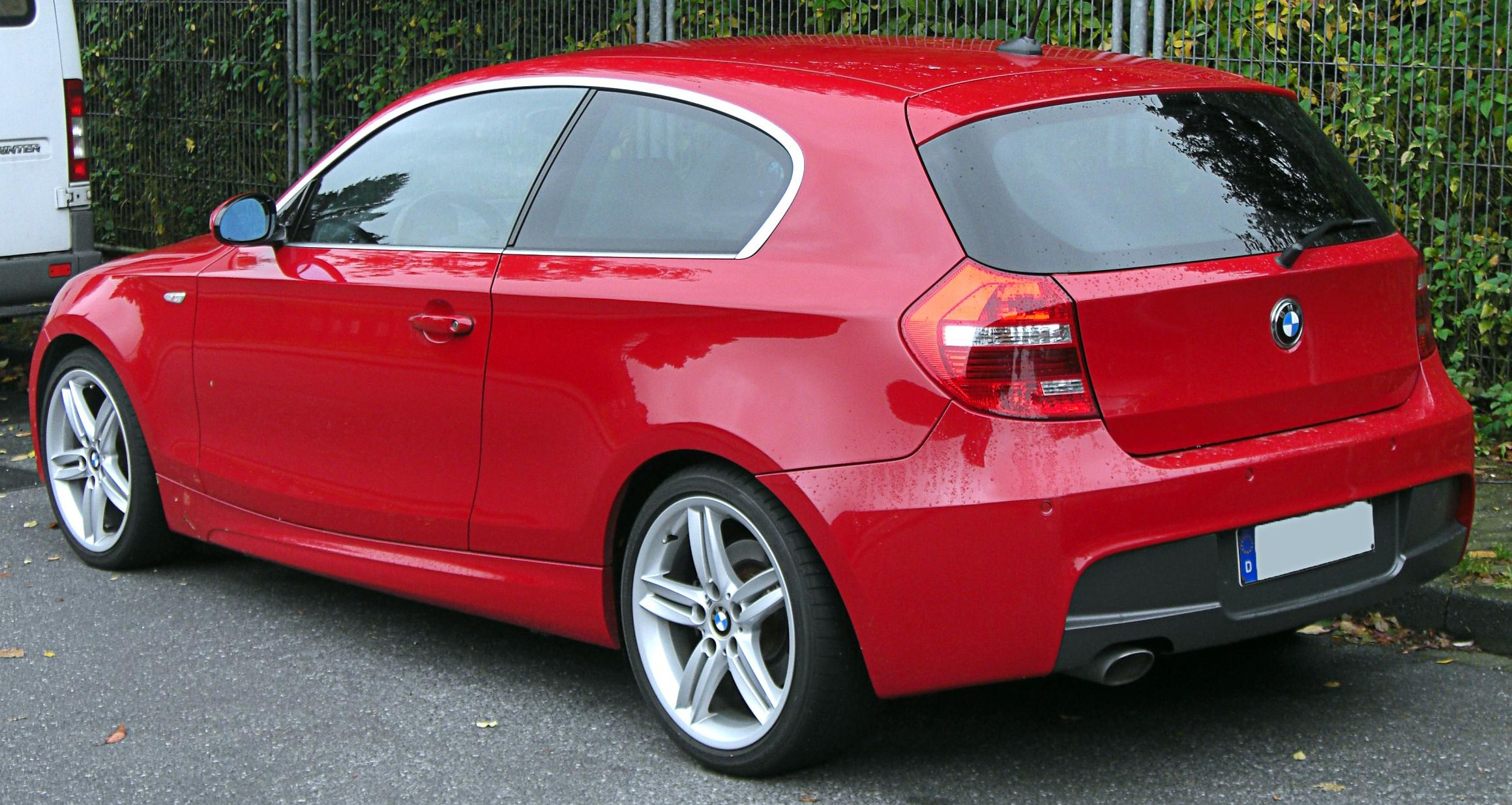
Heckansicht

### Coupé (E82)
Auf der Internationalen Automobil-Ausstellung 2007 ergänzte BMW die 1er-Modellreihe um ein Coupé (E82). Verkaufsbeginn war der 24. November 2007.
Das Fahrzeug hat eine lange Motorhaube, schlanke Fahrgastkabine und kurzes Heck. An der Front wurden die Designmerkmale der 1er-Reihe bis auf geringe Modifizierungen beibehalten, um die optische Homogenität der Modellreihe zu gewährleisten.
Als Topmodell gab es den 135i, der mit einem 3,0-Liter-Sechszylinder-Biturbo-Ottomotor, der 225 kW (306 PS) leistet, bestückt war. Dieses Modell war zudem serienmäßig mit einem modifizierten M-Sportpaket ausgestattet. Zu erkennen ist es unter anderem am Gurney Flap auf der Kofferraumklappe, den lackierten Bremssätteln mit BMW-Schriftzug und den fehlenden Nebelscheinwerfern, an deren Stelle auf der Beifahrerseite ein Ölkühler sitzt. Seit Frühjahr 2010 ist der Motor des 135i mit einem Twin-Scroll-Turbolader (einem einzelnen Turbo mit zwei Abgaseinströmöffnungen) ausgestattet. BMW nennt diese Technologie „TwinPower Turbo“. Bei den Dieselmotoren wurde mit dem 123d (150 kW/204 PS) der erste Vierzylinder-Dieselmotor mit variabler Twin-Turbo-Technologie (vgl. Registeraufladung) und einem Common-Rail-System der dritten Generation (Einspritzdruck 2000 bar) angeboten.
Im Herbst 2009 wurde die Motorenpalette des Coupés um den 118d und den 120i ergänzt, mit Verbräuchen von 4,5 bis 5,2 Litern.
Das 1er-Coupé bekam den red dot award:product design 2008 verliehen. Die Jury beschrieb die Form des Modells als „agil, sportlich und kompakt“.
Im März 2011 folgte ein Facelift.

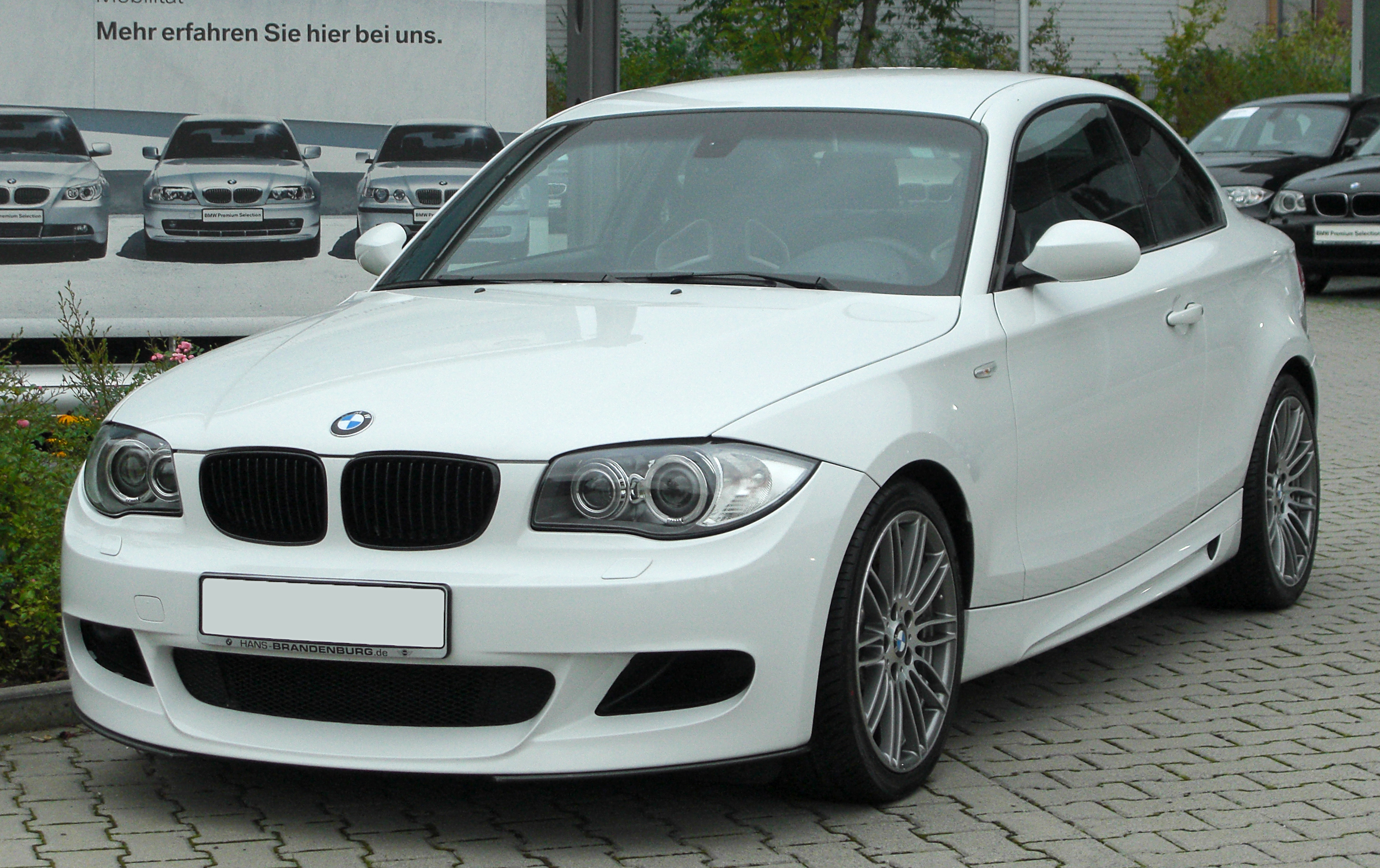
BMW 123d Coupé (2007–2011; mit Performance-Paket)
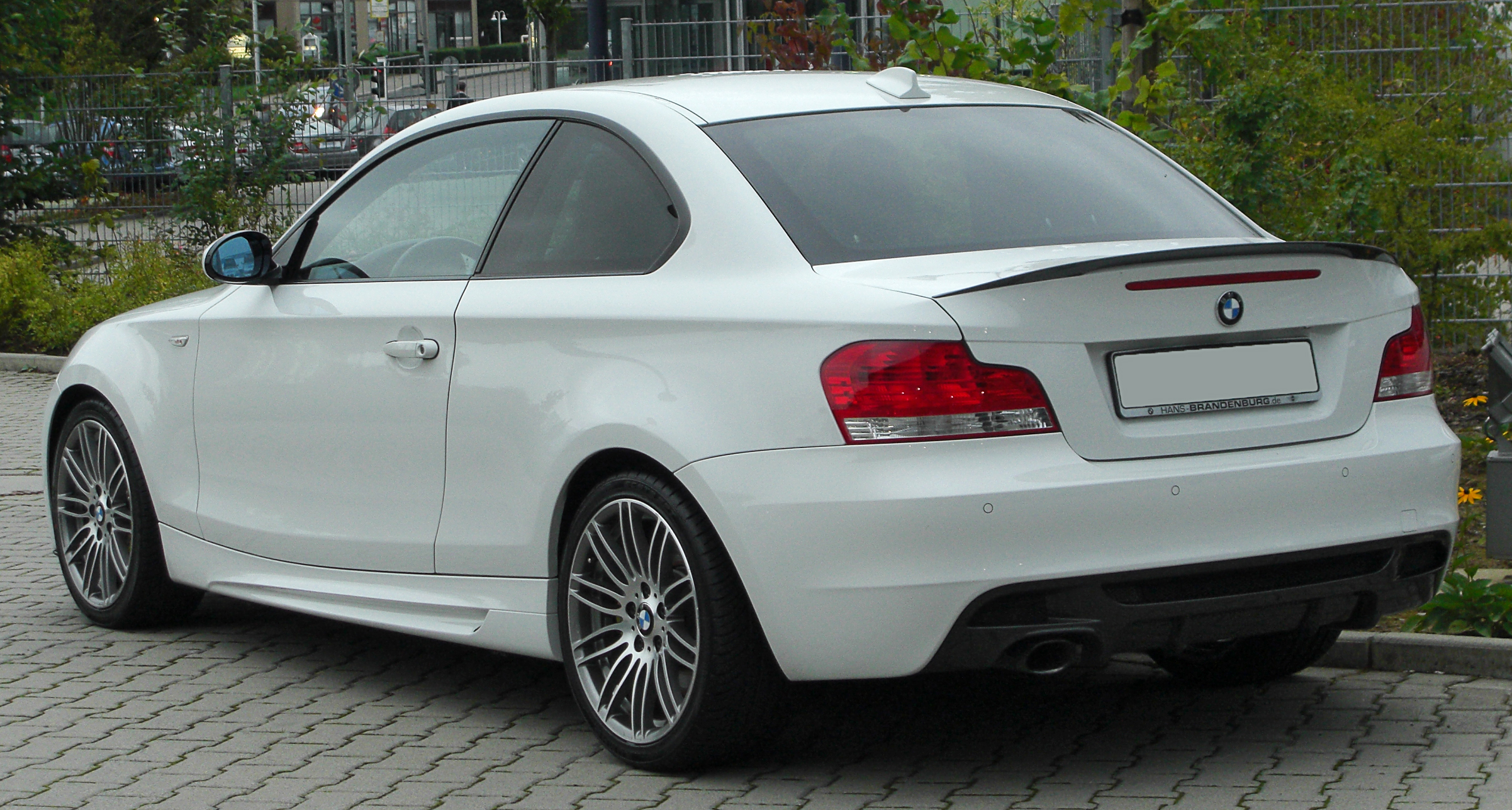
Heckansicht
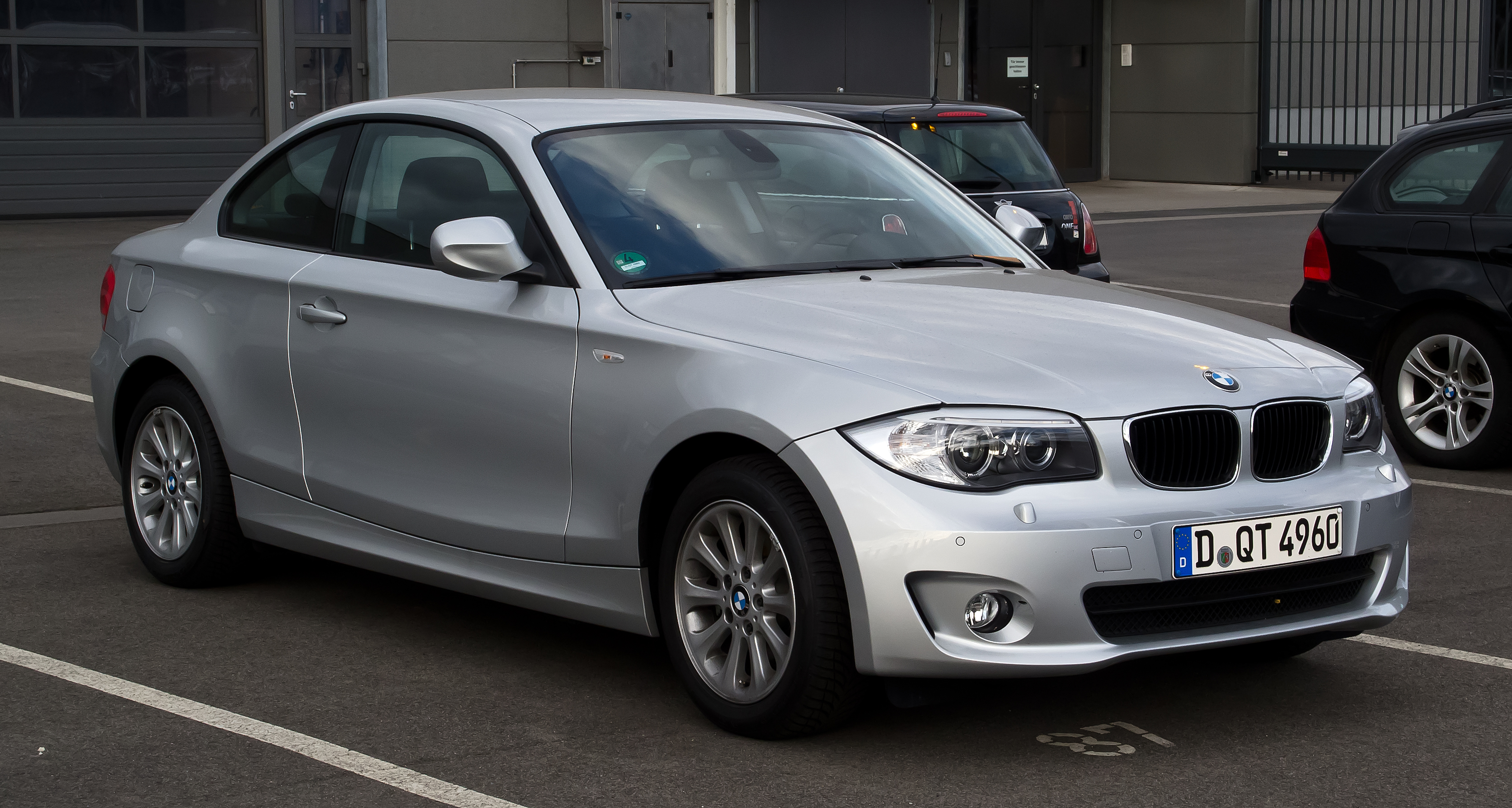
BMW 1er Coupé (2011–2013)

Auf Basis des 1er Coupé wurde im Januar 2010 das Concept ActiveE als Elektrovariante vorgestellt. Das Straßenfahrzeug mit Technik des BMW i3 war von 2011 bis 2014 nur für ausgewählte Mietwagenflotten verfügbar. Die als Prototypen deklarierten Fahrzeuge wurden 2014 verschrottet, die Batterien als Stromspeicher genutzt.
Der Nachfolger des 1er-Coupés war das 2013 eingeführte 2er-Coupé mit der internen Modellbezeichnung F22.

### Cabriolet (E88)
Auf der Detroit Motor Show im Januar 2008 fand die Weltpremiere des 1er-Cabrio statt. Verkaufsbeginn in Deutschland war am 5. April 2008. Im Gegensatz zum größeren 3er-Cabrio besitzt das 1er-Cabrio ein serienmäßig elektrisch bedienbares Stoffverdeck mit beheizbarer Glasheckscheibe, welches sich bis zu einer Geschwindigkeit von 40 Kilometern pro Stunde innerhalb von 22 Sekunden öffnen und schließen lässt und bei Karmann gefertigt wurde. Der Kofferraum fasst zwischen 305 bei geschlossenem und 260 Litern bei geöffnetem Verdeck. Die Serien- und Zusatzausstattung orientierte sich an dem Angebot für das 1er-Coupé. Als Besonderheit offerierte BMW gegen Aufpreis eine Lederpolsterung mit spezieller Pigmentierung, die das Aufheizen der Sitze um bis zu 20 Grad Celsius gegenüber normalen Lederpolsterungen senken sollte. Als Motoroptionen wurden bei den Vierzylindermotoren die Varianten 118i, 120i, 118d, 120d und 123d (ab Modelljahr 2009) angeboten, bei den Sechszylindermotoren die Varianten 125i und 135i (Bi-Turbo wie im Coupé; ab September 2009 Turbo mit Twinscroll).
Wie das 1er Coupé erhielt auch das Cabrio im März 2011 ein Facelift.

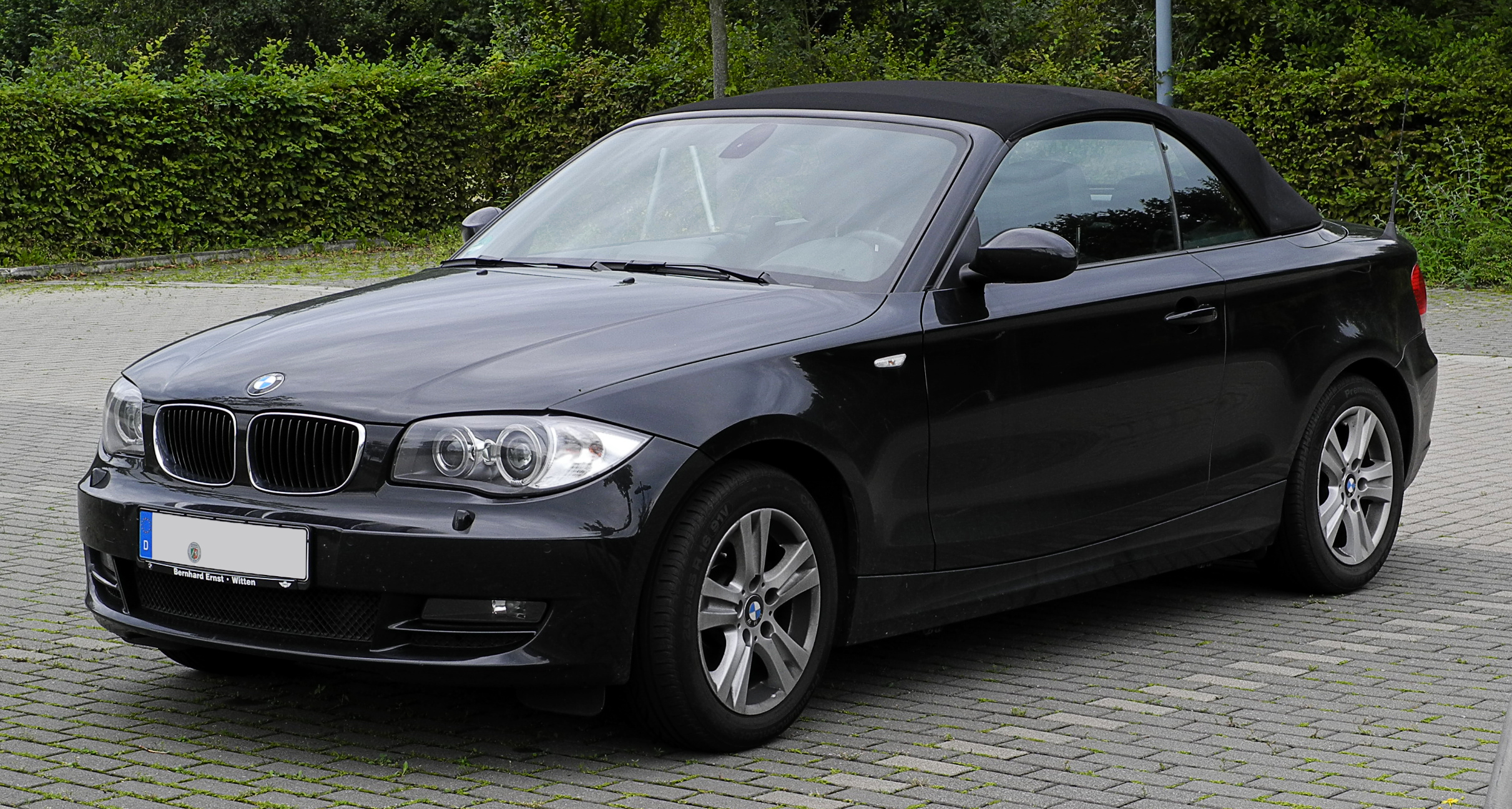
BMW 120d Cabrio (2008–2011)
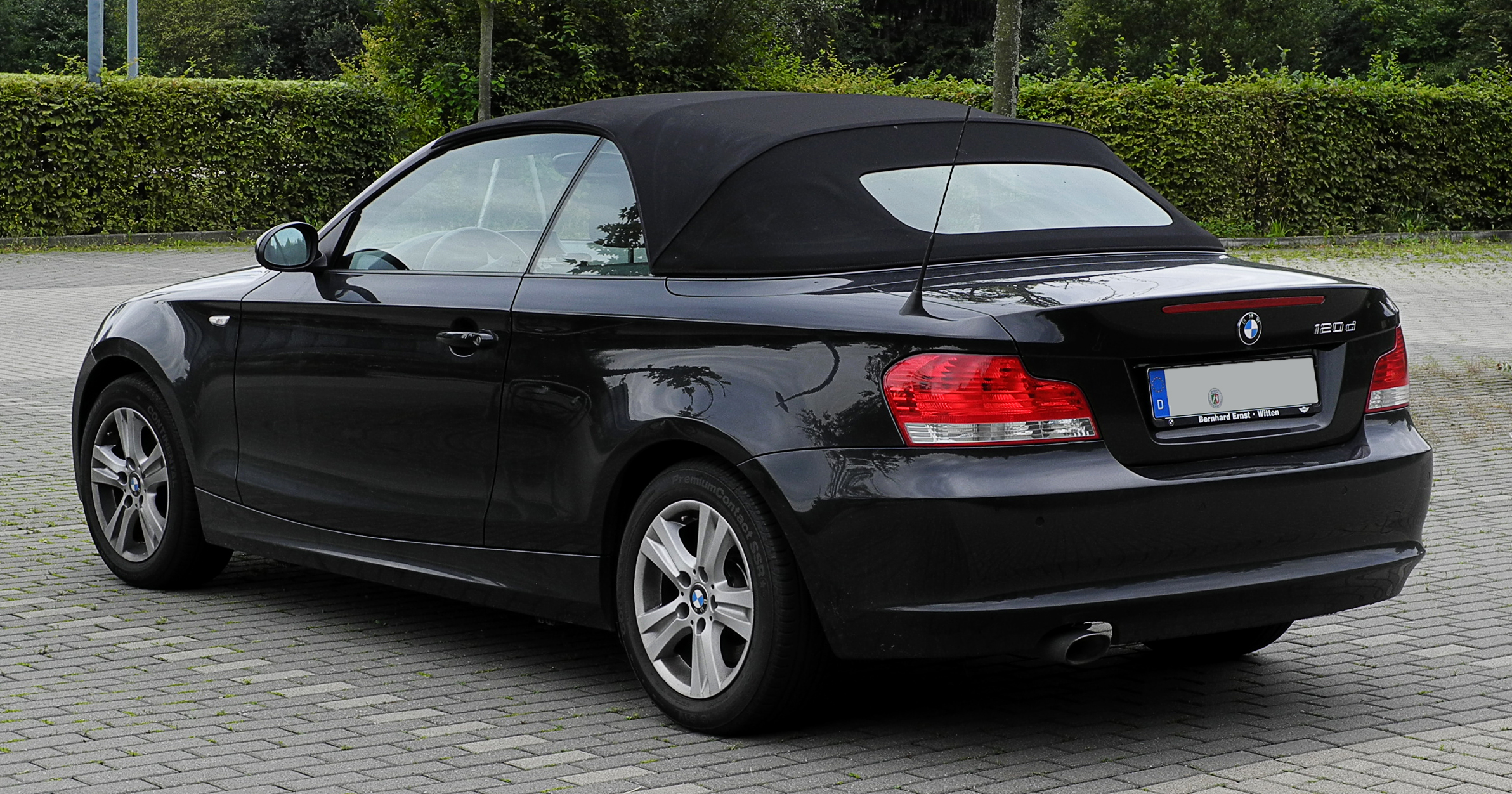
Heckansicht
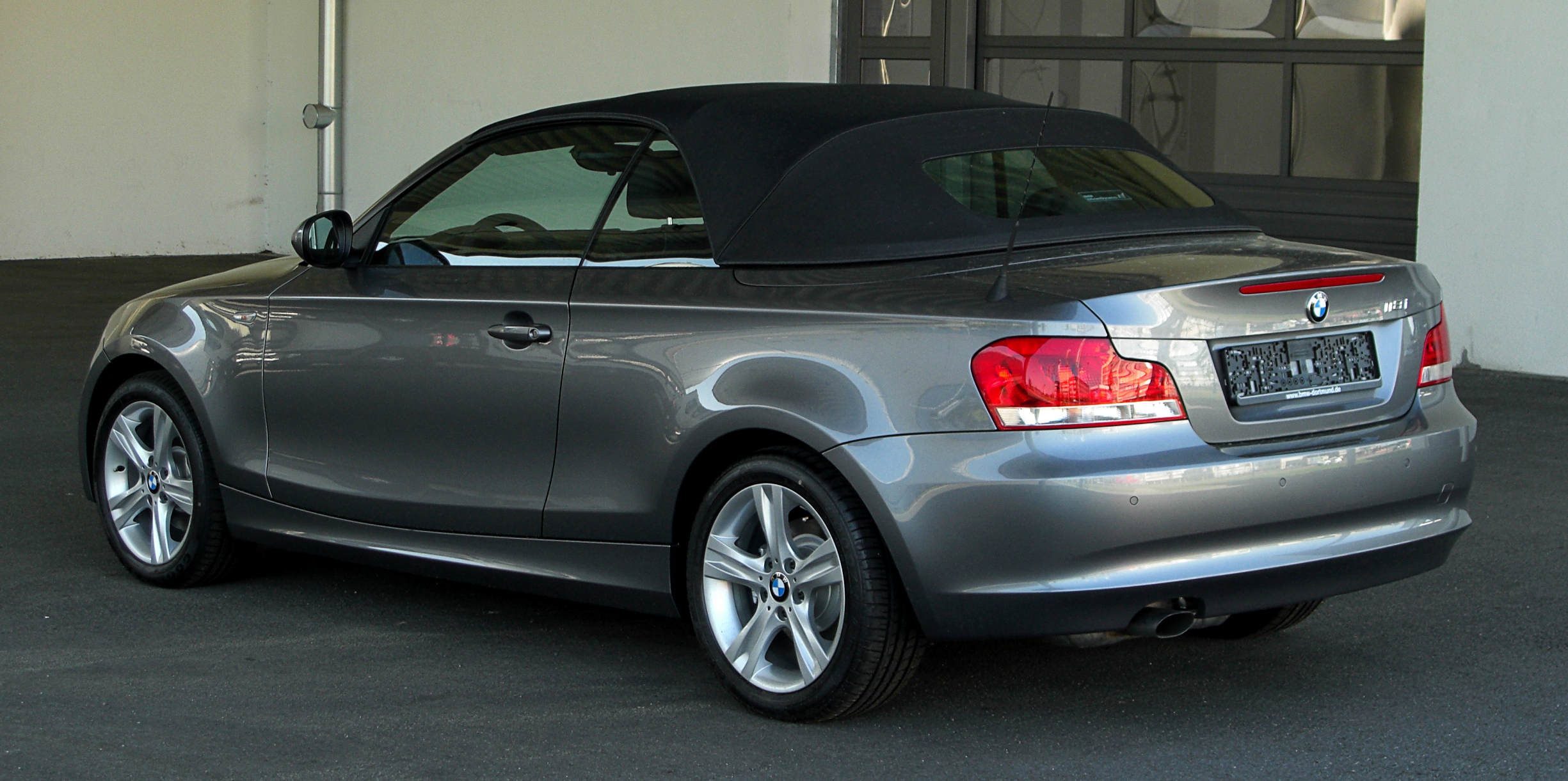
BMW 118i Cabrio (2011–2013)

### M Coupé (E82)
Im Gegensatz zu den M-Fahrzeugen der 3er-, 5er- und 6er-Reihen (M3, M5, M6), wurde bei der 1er-Reihe im Hinblick auf den historischen M1 eine andere Nomenklatur angewendet. Man entschied sich schließlich, das „M“ – ähnlich wie bei den M-Versionen der X-Reihen – hinten anzustellen.
Das Fahrzeug, welches nur als Coupé erhältlich war, heißt daher 1er M Coupé. Die ersten Modelle wurden im Mai 2011 ausgeliefert, wobei die Produktion bereits im Sommer 2012 beendet wurde. Insgesamt wurden 6331 Stück hergestellt. Die letzten vier Fahrzeuge wurden in „BMW Individual“-Farben gebaut: 1× Javagrün 1× Atacamagelb und 2× Monte Carlo Blau.
Das 1er M Coupé ist, ähnlich wie bereits in den Modellen X5 M und X6 M, durch einen aufgeladenen Motor angetrieben. Der BMW M TwinPower Turbo genannte Reihensechszylinder-Ottomotor verfügt über 2979 cm³ Hubraum und entwickelt eine Leistung von 250 kW (340 PS) bei 5900/min sowie ein Drehmoment von 450 Nm zwischen 1500 und 4500/min, welches durch Overboost-Funktion auf 500 Nm gesteigert werden kann. Das 1495 kg schwere Fahrzeug erreicht dadurch Beschleunigungswerte von 4,9 Sekunden von 0 auf 100 km/h und 17,3 Sekunden von 0 auf 200 km/h. Die Höchstgeschwindigkeit ist elektronisch auf 250 km/h begrenzt.
Neben dem Motor verfügt das M Coupé über weitere Merkmale, um sich von den regulären 1er-Modellen abzusetzen: Dazu gehören ein Sportfahrwerk in Leichtbauweise, eine mechanische Differentialsperre (variabler Sperrwert bis 100 Prozent), eine Compound-Bremsanlage und 19"-Leichtmetallräder in Mischbereifung. Das Fahrwerk verfügt über eine Spurverbreiterung von 60 mm an der Hinterachse und 40 mm an der Vorderachse, was auch eine entsprechende Kotflügelverbreiterung bedingte. Zusätzliche Änderungen an der Karosserie ergaben sich unter anderem durch die geänderte Heckschürze mit Spoiler, sowie die geänderte Front mit Lüftungsöffnungen für das zusätzliche Kühlsystem. Im Innenraum verfügt das Auto über Lederausstattung und Alcantara-Interieurleisten, jeweils mit Kontrastnähten.

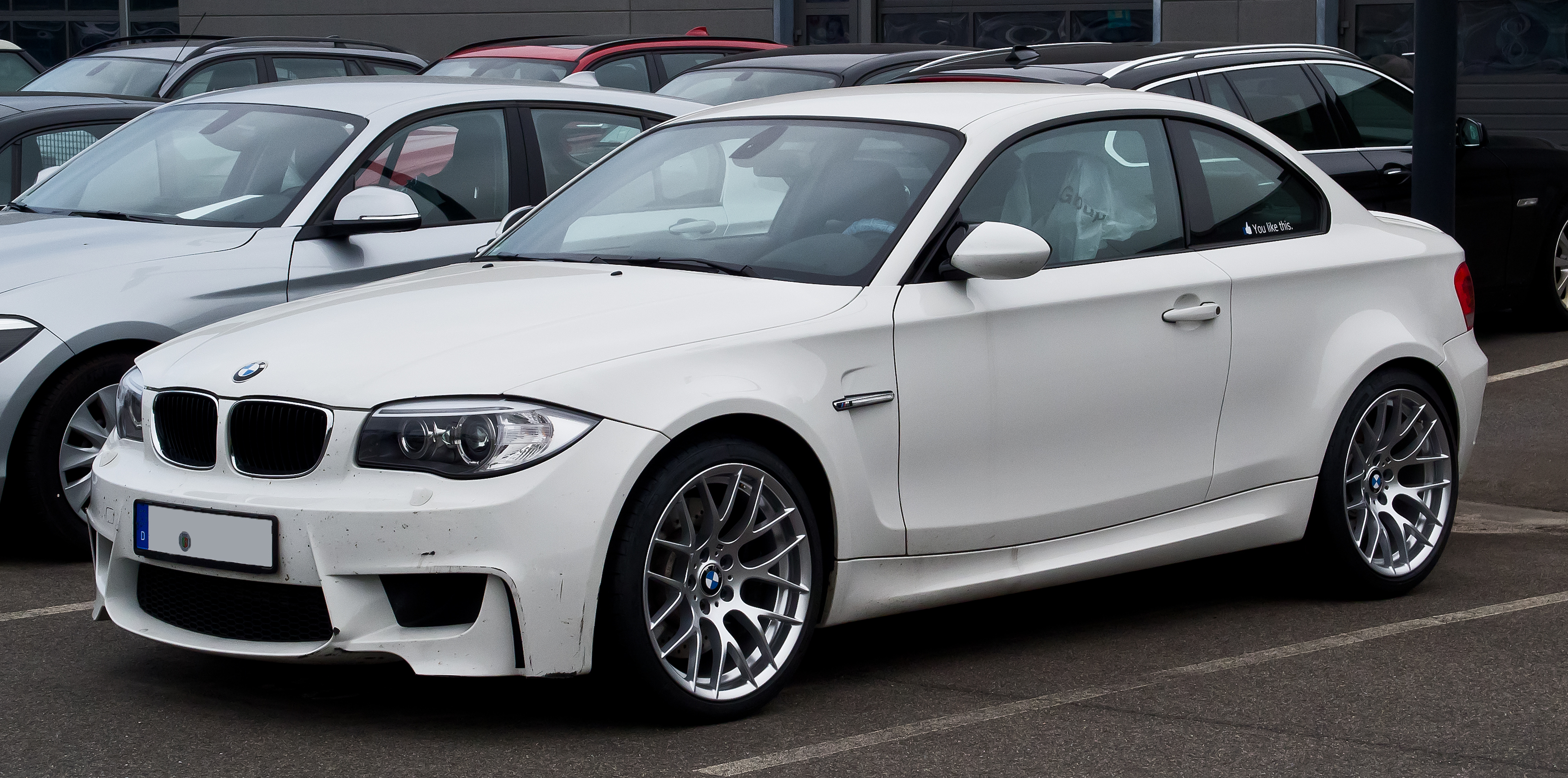
BMW 1er M Coupé (2011–2012)
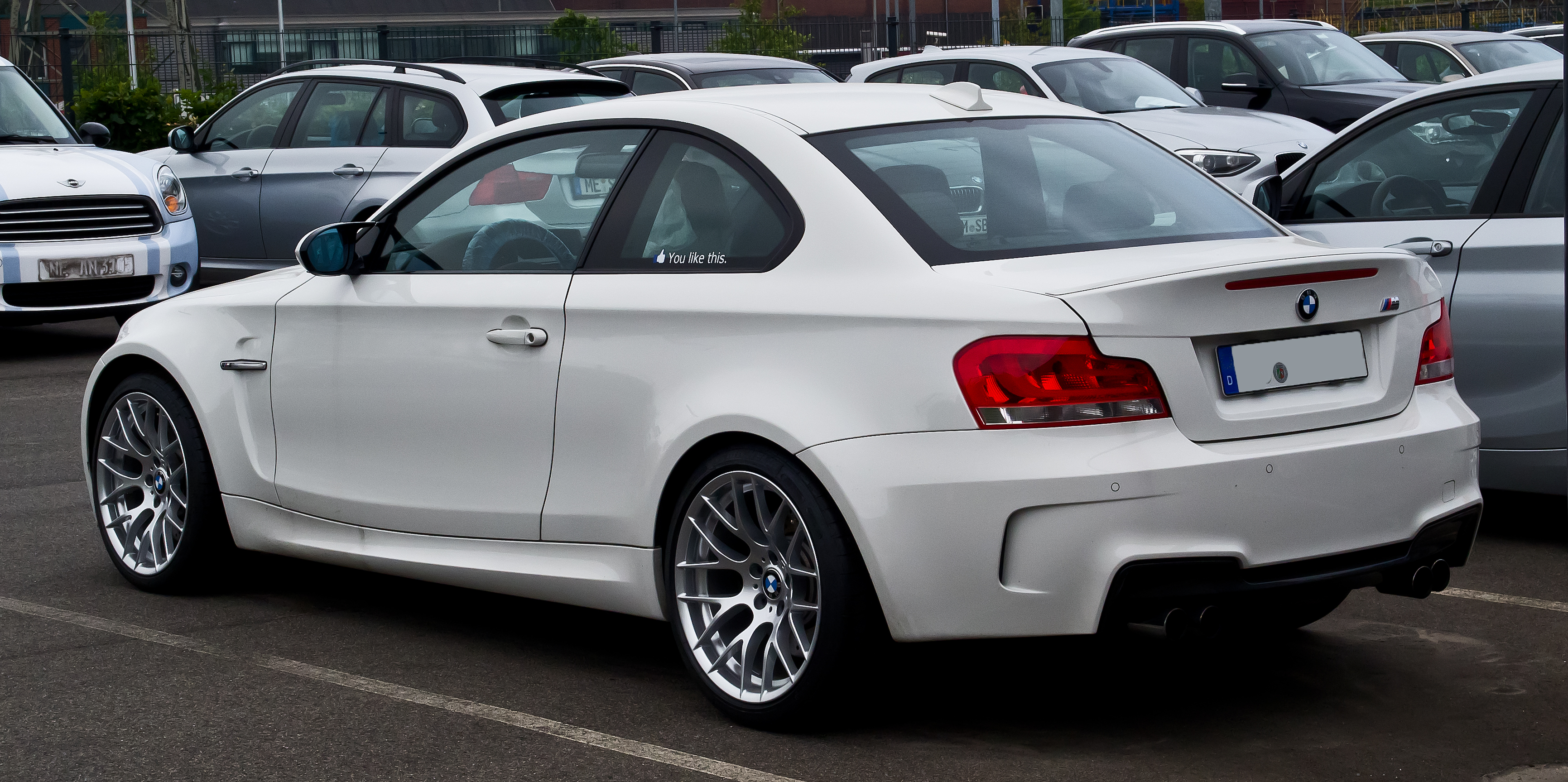
Heckansicht

## Motoren
Zum Produktionsstart wurden drei Otto- und zwei Dieselmotoren mit vier Zylindern angeboten (116i mit 1,6 Liter; 118i, 120i, 118d und 120d mit 2,0 Litern Hubraum). Sowohl die Diesel- als auch die Ottomotoren sind Reihenmotoren mit Vierventiltechnik. Ein Jahr nach Produktionsstart wurde der 130i vorgestellt, ein Reihensechszylinder mit 3,0 Litern Hubraum. Mit dem Facelift im März 2007 wurden alle Motoren überarbeitet und alle Modelle erhielten die BMW-EfficientDynamics-Maßnahmen (außer 116i, hier erfolgte die Umstellung auf Efficient Dynamics im September 2007). Mit dem Erscheinen des Coupés bzw. des Cabrios wurden drei neue Motoren eingeführt. Der 125i und der 135i wurden ausschließlich in den Coupé- und Cabrio-Varianten eingesetzt, während der 130i dem Drei- und dem Fünftürer vorbehalten blieb. 125i, 130i und 135i sind Reihensechszylinder mit 3,0 Litern Hubraum.
Die Common-Rail-Dieselmotoren sind zur Erzielung einer hohen Laufruhe mit zwei Ausgleichswellen versehen. Der 123d mit 150 kW (204 PS) stellt den bis dahin stärksten Vierzylinderdieselmotor mit zwei Litern Hubraum dar. Im Gegensatz zu den anderen BMW-Modellen verfügt dieser zur Darstellung eines hohen Drehmoments in allen Drehzahlbereichen bei gleichzeitig gutem Ansprechverhalten über eine zweistufige geregelte Aufladung. Dabei kommen zwei unterschiedlich große Turbolader zum Einsatz, ein kleiner früh ansprechender und ein großer für maximale Füllung. Die Regelung erfolgt im Gegensatz zum VTG-Turbolader über ein Wastegate, einen Verdichterbypass sowie eine Regelklappe im Abgasstrom.
Der Motor wurde außerdem mehrfach bei den Engine of the Year Awards prämiert. 2008 als Best New Engine sowie 2010 und 2011 jeweils Platz 1 in der Klasse 1.8-litre to 2-litre.
Mit dem Einzug von BMW EfficientDynamics im März 2007 wurden manche Ottomotoren auf Direkteinspritzung (High Precision Injection) umgestellt und alle Dieselmodelle serienmäßig mit Partikelfilter ausgestattet.
Im September 2007 erfolgte die Umstellung des 116i (90 kW/122 PS) auf Benzin-Direkteinspritzung. Bis dahin hatte diese Version durch die ältere Technik einen deutlich höheren Benzinverbrauch als die leistungsstärkeren Modelle. Bis auf den 116d erreichten ab April 2009 alle Modelle die Abgasnorm Euro 5 (116d ab September 2010 mit Euro 5). Dafür erhielt der 116i einen neuen Motor mit zwei Litern Hubraum bei identischer Motorleistung. Die Verbräuche der Modelle mit Ottomotoren stiegen dadurch leicht an. Mit EfficientDynamics erreichte die dreitürige Variante des neuen 118d einen Kraftstoffverbrauch von 4,5 Liter pro 100 Kilometer und einen CO2-Ausstoß von 119 Gramm pro Kilometer und unterbot somit das EU-CO2-Ziel von 2012 um ein Gramm pro Kilometer. Der ab März 2009 erhältliche 116d markierte mit einem Verbrauch von 4,4 Litern pro 100 Kilometer und einem CO2-Ausstoß von 118 Gramm eine neue Bestmarke in der BMW-Historie. Ab Modelljahr 2010 erreichte auch der 130i Euro 5. Dafür wurde die 195 kW-Variante durch die 190 kW-Variante ersetzt.
Für den 135i war ab März 2010 ein Doppelkupplungsgetriebe erhältlich.

## Technische Daten

### Ottomotoren
| Modell  | Motorcode | Zylinder | Hubraum  | Leistung                     | Drehmoment                   | vmax         | 0–100 km/h | EU Verbr. komb. | Bauzeit             | Variante                            |
| ------- | --------- | -------- | -------- | ---------------------------- | ---------------------------- | ------------ | ---------- | --------------- | ------------------- | ----------------------------------- |
| 116i    | N45B16    | 4        | 1596 cm³ | 085 kW (116 PS) bei 6000/min | 150 Nm bei 4300/min          | 200 km/h     | 10,8 s     | 7,5 l           | 09/2004–03/2007     | Fünftürer                           |
| 116i    | N43B16    | 4        | 1597 cm³ | 090 kW (122 PS) bei 6000/min | 160 Nm bei 4250/min          | 204 km/h     | 10,2 s     | 5,8 l           | 03/2007–02/2009     | Dreitürer, Fünftürer                |
| 116i    | N43B20    | 4        | 1995 cm³ | 090 kW (122 PS) bei 6000/min | 185 Nm bei 3000/min          | 204 km/h     | 9,9 s      | 6,2 l           | 03/2009–07/2012     | Dreitürer, Fünftürer                |
| 118i    | N46B20    | 4        | 1995 cm³ | 095 kW (129 PS) bei 5750/min | 180 Nm bei 3250/min          | 207 km/h     | 9,4 s      | 7,3 l           | 09/2004–03/2007     | Fünftürer                           |
| 118i    | N43B20    | 4        | 1995 cm³ | 105 kW (143 PS) bei 6000/min | 190 Nm bei 4250/min          | 210 km/h     | 8,7–9,3 s  | 6,1 l           | 03/2007–10/2013 (1) | Dreitürer, Fünftürer, Cabrio        |
| 120i    | N46B20    | 4        | 1995 cm³ | 110 kW (150 PS) bei 6200/min | 200 Nm bei 3600/min          | 217 km/h     | 8,7 s      | 7,5 l           | 09/2004–03/2007     | Fünftürer                           |
| 120i    | N43B20    | 4        | 1995 cm³ | 125 kW (170 PS) bei 6700/min | 210 Nm bei 4250/min          | 220–224 km/h | 7,7–7,8 s  | 6,6 l           | 03/2007–10/2013 (2) | Dreitürer, Fünftürer, Coupé, Cabrio |
| 125i    | N52B30    | 6        | 2996 cm³ | 160 kW (218 PS) bei 6100/min | 270 Nm bei 2500–4250/min     | 238–245 km/h | 6,4–6,8 s  | 8,2 l           | 10/2007–10/2013     | Coupé, Cabrio                       |
| 130i    | N52B30    | 6        | 2996 cm³ | 190 kW (258 PS) bei 6600/min | 310 Nm bei 2600–3000/min     | 250 km/h (3) | 6,0–6,1 s  | 8,5 l           | 09/2009–07/2012     | Dreitürer, Fünftürer                |
| 130i    | N52B30    | 6        | 2996 cm³ | 195 kW (265 PS) bei 6650/min | 315 Nm bei 2750/min          | 250 km/h (3) | 6,0–6,1 s  | 8,3 l           | 03/2005–09/2009     | Dreitürer, Fünftürer                |
| 135i    | N54B30    | 6        | 2979 cm³ | 225 kW (306 PS) bei 5800/min | 400 Nm bei 1300–5000/min     | 250 km/h (3) | 5,3–5,6 s  | 9,2 l           | 10/2007–03/2010     | Coupé, Cabrio                       |
| 135i    | N55B30    | 6        | 2979 cm³ | 225 kW (306 PS) bei 5800/min | 400 Nm bei 1200–5000/min     | 250 km/h (3) | 5,2–5,5 s  | 8,5 l           | 04/2010–10/2013     | Coupé, Cabrio                       |
| M Coupé | N54B30    | 6        | 2979 cm³ | 250 kW (340 PS) bei 5900/min | 450 Nm bei 1500–4500/min (4) | 250 km/h (3) | 4,9 s      | 9,6 l           | 05/2011–09/2012     | nur Coupé                           |

### Dieselmotoren
| Modell | Motorcode | Zylinder | Hubraum  | Leistung                     | Drehmoment               | vmax         | 0–100 km/h  | EU Verbr. komb. | Bauzeit             | Variante                            |
| ------ | --------- | -------- | -------- | ---------------------------- | ------------------------ | ------------ | ----------- | --------------- | ------------------- | ----------------------------------- |
| 116d   | N47D20    | 4        | 1995 cm³ | 085 kW (116 PS) bei 4000/min | 260 Nm bei 1750–2500/min | 200 km/h     | 10,2–10,3 s | 4,4 l           | 03/2009–07/2012     | Dreitürer, Fünftürer                |
| 118d   | M47D20TU2 | 4        | 1995 cm³ | 090 kW (122 PS) bei 4000/min | 280 Nm bei 2000/min      | 201 km/h     | 10,0 s      | 5,6 l           | 09/2004–03/2007     | Fünftürer                           |
| 118d   | N47D20    | 4        | 1995 cm³ | 105 kW (143 PS) bei 4000/min | 300 Nm bei 1750–2500/min | 208–210 km/h | 8,9–9,5 s   | 4,5 l           | 03/2007–10/2013 (1) | Dreitürer, Fünftürer, Coupé, Cabrio |
| 120d   | M47D20TU2 | 4        | 1995 cm³ | 120 kW (163 PS) bei 4000/min | 340 Nm bei 2000/min      | 217–220 km/h | 7,9–8,2 s   | 5,7 l           | 09/2004–03/2007     | Fünftürer                           |
| 120d   | N47D20    | 4        | 1995 cm³ | 130 kW (177 PS) bei 4000/min | 350 Nm bei 1750–3000/min | 222–228 km/h | 7,5–8,1 s   | 5,5 l           | 03/2007–10/2013 (2) | Dreitürer, Fünftürer, Coupé, Cabrio |
| 123d   | N47D20    | 4        | 1995 cm³ | 150 kW (204 PS) bei 4400/min | 400 Nm bei 2000–2250/min | 230–238 km/h | 6,9–7,5 s   | 5,1 l           | 03/2007–10/2013 (3) | Dreitürer, Fünftürer, Coupé, Cabrio |

Alle Diesel-Motoren des BMW 1er werden mit mindestens einem Abgasturbolader aufgeladen (der 123d verfügt über zwei unterschiedlich große Turbolader).

## Auszeichnungen
- Firmenauto des Jahres 2009 von der Fachzeitschrift Firmenauto (116d)[25]
- Sieger bei Die sportlichsten Autos 2009 der Fachzeitschrift sport auto in der Kategorie Diesel bei 35.000 Euro (123d Coupé)[26]
- IF Product Design Award 2009 (Coupé; Cabrio)[27]
- Good Design Awards 2009 (Coupé)[27]
- Die sportlichsten Autos 2008 der Fachzeitschrift sport auto in der Kategorie Diesel bis 35.000 Euro (123d Coupé)[28]
- World Green Car of the Year 2008 (118d)[29]
- Goldenes Lenkrad 2008 (Coupé)[29]
- Engine of the Year 2010, Kategorie: 1,8 - 2,0l (123d)[30]
- Engine of the Year 2011, Kategorie: 1,8 - 2,0l (123d)[31]
- International Engine of the Year 2007, 2008 (135i)[32]